# Circonscription de Salé-El Jadida
La circonscription de Salé-El Jadida est l'une des deux circonscriptions législatives marocaines que compte la préfecture de Salé située en région Rabat-Salé-Kénitra. Elle est représentée dans la Xe législature par Abdelkader Amara, Youssef Gharbi et Mohammed Benattia.

## Historique des députations
| Législature | Début de mandat  | Fin de mandat    | Députés élus | Députés élus            | Députés élus | Députés élus         | Députés élus | Députés élus            |
| ----------- | ---------------- | ---------------- | ------------ | ----------------------- | ------------ | -------------------- | ------------ | ----------------------- |
| IXe         | 26 novembre 2011 | 7 octobre 2016   |              | Abdelkader Amara (PJD)  |              | Omar Sentissi (PI)   |              | Lakhlifi Kdadra (UC)    |
| Xe          | 8 octobre 2016   | 8 septembre 2021 |              | Abdelkader Amara (PJD)  |              | Youssef Gharbi (PJD) |              | Mohammed Benattia (PAM) |
| XIe         | 9 septembre 2021 | ?                |              | Abdelkrim Zemzami (RNI) |              | Omar Sentissi (PI)   |              | Mohammed Benattia (PAM) |

## Historique des élections

### Découpage électoral d'octobre 2011

#### Élections de 2016
| Parti          | Parti                                                       | Voix      | %      | Député(s) élus    |  |
| -------------- | ----------------------------------------------------------- | --------- | ------ | ----------------- |  |
|                | Parti de la justice et du développement (PJD)               | 25 020    | 46,29  | Abdelkader Amara  |  |
| Youssef Gharbi | Parti de la justice et du développement (PJD)               | 25 020    | 46,29  |                   |  |
|                | Parti authenticité et modernité (PAM)                       | 11 802    | 21,84  | Mohammed Benattia |  |
|                | Parti du progrès et du socialisme (PPS)                     | 6 611     | 12,23  |                   |  |
|                | Union constitutionnelle (UC)                                | 3 227     | 5,97   |                   |  |
|                | Parti de l'Istiqlal (PI)                                    | 2 616     | 4,84   |                   |  |
|                | Mouvement populaire (MP)                                    | 1 702     | 3,15   |                   |  |
|                | Fédération de la gauche démocratique (FGD)                  | 1 195     | 2,21   |                   |  |
|                | Parti de l'environnement et du développement durable (PEDD) | 404       | 0,75   |                   |  |
|                | Union socialiste des forces populaires (USFP)               | 355       | 0,66   |                   |  |
|                | Rassemblement national des indépendants (RNI)               | 319       | 0,59   |                   |  |
|                | Parti Al Ahd Addimocrati (AHD)                              | 211       | 0,39   |                   |  |
|                | Parti de la renaissance et de la vertu (PRV)                | 167       | 0,31   |                   |  |
|                | Front des forces démocratiques (FFD)                        | 98        | 0,18   |                   |  |
|                | Parti de l'Espoir (PE)                                      | 79        | 0,15   |                   |  |
|                | Parti de la société démocratique (PSD)                      | 70        | 0,13   |                   |  |
|                | Mouvement démocratique et social (MDS)                      | 50        | 0,09   |                   |  |
|                | Parti démocratique de l'indépendance (PDI)                  | 45        | 0,08   |                   |  |
|                | Parti de la réforme et du développement (PRD)               | 43        | 0,08   |                   |  |
|                | Fédération de la gauche démocratique (FGD)                  | 29        | 0,05   |                   |  |
|                | Parti démocrate national (PDN)                              | 7         | 0,01   |                   |  |
|                |                                                             |           |        |                   |  |
| Inscrits       | Inscrits                                                    | 2 765 116 | 100,00 |                   |  |
| Abstentions    | Abstentions                                                 | 1 597 684 | 57,78  |                   |  |
| Exprimés       | Exprimés                                                    | 1 167 432 | 42,22  |                   |  |

#### Élections de 2021
| Parti       | Parti                                                       | Voix    | %      | Députés élus      |  |
| ----------- | ----------------------------------------------------------- | ------- | ------ | ----------------- |  |
|             | Rassemblement national des indépendants (RNI)               | 15 832  | 27,86  | Abdelkrim Zemzami |  |
|             | Parti de l'Istiqlal (PI)                                    | 14 090  | 24,79  | Omar Sentissi     |  |
|             | Parti authenticité et modernité (PAM)                       | 10 532  | 18,53  | Mohammed Benatia  |  |
|             | Parti du progrès et du socialisme (PPS)                     | 4 644   | 8,17   |                   |  |
|             | Parti de la justice et du développement (PJD)               | 3 616   | 6,36   |                   |  |
|             | Mouvement populaire (MP)                                    | 2 333   | 4,11   |                   |  |
|             | Union constitutionnelle (UC)                                | 1 212   | 2,13   |                   |  |
|             | Union socialiste des forces populaires (USFP)               | 1 186   | 2,09   |                   |  |
|             | Front des forces démocratiques (FFD)                        | 1 141   | 2,01   |                   |  |
|             | Alliance de la fédération de gauche (AGD)                   | 561     | 0,99   |                   |  |
|             | Parti socialiste unifié (PSU)                               | 407     | 0,72   |                   |  |
|             | Parti de l'unité et de la démocratie (PUD)                  | 391     | 0,69   |                   |  |
|             | Parti de l'environnement et du développement durable (PEDD) | 334     | 0,59   |                   |  |
|             | Parti de la renaissance et de la vertu (PRV)                | 268     | 0,47   |                   |  |
|             | Parti de la réforme et du développement (PRD)               | 139     | 0,24   |                   |  |
|             | Parti du centre social (PCS)                                | 56      | 0,10   |                   |  |
|             | Parti vert marocain (PVM)                                   | 47      | 0,08   |                   |  |
|             | Parti démocrate national (PDN)                              | 39      | 0,07   |                   |  |
|             |                                                             |         |        |                   |  |
| Inscrits    | Inscrits                                                    | 158 295 | 100,00 |                   |  |
| Abstentions | Abstentions                                                 | 101 467 | 64,10  |                   |  |
| Exprimés    | Exprimés                                                    | 56 828  | 35,90  |                   |  |